# Halberstadt
Halberstadt je mesto v nemški deželi Saška - Anhalt, glavno mesto okrožja Harz. Leži severno od hribovja Harz in je znano po starem mestnem jedru, ki je bilo močno poškodovano v drugi svetovni vojni in obnovljeno v naslednjih desetletjih.

## Geografija
Halberstadt leži med Harzom na jugu in Huy na severu, ob rekah Holtemme in Goldbach, obe levi pritoki reke Bode. Občinsko območje obsega vasi Aspenstedt, Athenstedt, Langenstein, Sargstedt in Ströbeck, ki so bile vključene leta 2010. Halberstadt je sedež Oddelka za javno upravo Visoke šole Harz, Univerze za uporabne študije in raziskave.
Središče mesta ohranja številne pomembne zgodovinske zgradbe in velik del starega mestnega jedra. Med znamenitostmi so  cerkev svetega Štefana in Siksta (Dom zu Halberstadt), Marijina cerkev (Liebfrauenkirche) in cerkev svetega Martina, zgrajene v 12. in 13. stoletju. Halberstadt je mesto prve dokumentirane velike, trajne montaže cevnih orgel leta 1361 . Dom je znan med tistimi severnoevropskimi mesti, kjer se je ohranila srednjeveška zakladnica v skoraj popolnem stanju. Med njenimi zakladi so najstarejše ohranjene tapiserije v Evropi iz 12. stoletja. Mesto je tudi postanek na slikoviti nemški Deutsche Fachwerkstraße (cesta pollesenih hiš).
Do mesta se pride preko Bundesstraße 6n, 79, 81 in 245 zveznih avtoceste. Postaja Halberstadt je pomembno železniško vozlišče na progah Magdeburg – Thale in Halle – Vienenburg. Tramvajsko omrežje Halberstadt trenutno deluje na dveh progah.
Germania Halberstadt je nogometni klub, ki igra v Halberstadtu

## Zgodovina
Leta 814 je karolinški cesar Ludvik Pobožni naredil krščanski misijon v nemški vojvodini Saški, škofovski sedež Halberstadt. Kralj Oton III. je leta 989 mestu podelil tržne pravice. Mesto je postalo upravno središče saškega Harzgaua in pomembno trgovsko središče. Halberštatski škofje so postavili Marijino cerkev od okoli leta 1005 naprej. V silovitem konfliktu s cesarjem Friderikom Barbarosso so sile saškega Henrika Leva leta 1179 opustošile mesto.
Po Henrikovem padcu je bila Halberstadtska škofija povzdignjena v knezoškofijo okoli leta 1180. Stolnica je bila obnovljena leta 1236 in posvečena leta 1491. Halberstadt, Quedlinburg in Aschersleben so se leta 1326 pridružili zvezi mest (Halberstädter Dreistädtebund); od leta 1387 je bilo mesto tudi član Hanse.
Od leta 1479 so škofijo upravljali nadškofje iz Magdeburga. Medtem ko so prebivalci Halberstadta postali protestanti okoli leta 1540, je stolnični kapitelj leta 1566 izvolil kneza Henrika Julija Braunschweig-Wolfenbüttel za prvega luteranskega škofa. Med tridesetletno vojno so leta 1629 mesto zasedli vojaki Albrechta von Wallensteina in je po cesarskem restitucijskem ediktu začasno ponovno postalo katoliško. Po Vestfalskem miru iz leta 1648 je bila knezoškofija končno sekularizirana v kneževino Halberstadt, ki je pripadla Brandenburg-Prusiji. Prvi sekularni guverner je bil Joachim Friedrich von Blumenthal.
Halberstadt je leta 1701 postal del novo ustanovljene kraljevine Prusije. Od leta 1747 je Johann Wilhelm Ludwig Gleim delal kot vladni uradnik in njegov dom je postal intelektualno središče razsvetljenskega (Aufklärung) gibanja. Po Tilsitski pogodbi leta 1807 je mesto postalo del kraljestva Vestfalije, Napoleonova vazalna država in upravni sedež vestfalskega departmaja Saale. 29. julija 1809 je v bitki pri Halberstadtu so Črni Braunschweigerji (Herzoglich Braunschweigisches Korps) premagali vestfalski polk pod princem Friderikom Viljemom Braunschweig-Wolfenbüttela. 
Po porazu Napoleona je bilo mesto vrnjeno Prusiji, upravno v deželi Saški. Od leta 1815 je bil Halberstadt sedež garnizona pruskega sedmega (magdeburškega) polka "von Seydlitz" z Bismarckom kot častnikom à la suite od leta 1868. Gospodarstvo mesta je odločno spodbudilo odprtje železnice Magdeburg–Halberstadt leta 1843. Tramvaj je bil odprt leta 1903.
Leta 1912 je bil ustanovljen proizvajalec letal Halberstädter Flugzeugwerke, ki mu je sledilo odprtje vojaške zračne baze, ki je oskrbovala nemško Luftstreitkräfte v  prvi svetovni vojni. Po vojni so je morali zapreti v skladu z [[Versajska pogodba|Versajsko pogodbo), dokler se v času nemške obnove ni ponovno odprla leta 1935 kot podružnica družbe Junkers iz Dessaua. Tovarna letal je bila taborišče prisilnega dela SS, ena od podružnic Buchenwalda; proizvodni objekti in bližnja letalska baza Luftwaffe so bili tarča zavezniškega bombardiranja februarja 1944.
V zadnjih dneh druge svetovne vojne, aprila 1945, so se ameriške sile obrnile na Halberstadt, ko so napadle preostale nacistične enote v Harzovem žepu. Spustili so letake z navodili halberstadtski nacistični vladi, naj z belo zastavo na mestni hiši izobesijo kot znak predaje . Ker ni bilo bele zastave je 8. aprila 1945 je 218 letečih trdnjav 8. Air Force v spremstvu 239 lovcev odvrglo 595 ton bomb na center Halberstadta. Umrlo je okoli 2500 ljudi in večino starega mesta pretvorilo v približno 1,5 milijona kubičnih metrov ruševin, ki so jih ameriški vojaki za kratek čas zasedli . Do junija 1945 je bilo mesto in njegova posadka izročena 3. udarni armadi sovjetske Rdeče armade.
Halberstadt je bil del novoustanovljene Saške - Anhalta od leta 1945–1952, po katerem je bil v okrožju Magdeburg v Vzhodni Nemčiji. Med mirno revolucijo jeseni 1989 je bila cerkev svetega Martina središče gibanja mečev in plugov (Schwerter zu Pflugscharen). Po združitvi Nemčije je Halberstadt postal del obnovljene dežele Saška - Anhalt.

### Judovska kultura
V 17. stoletju je imel Halberstadt eno največjih judovskih skupnosti v srednji Evropi. Takrat je bil skoraj eden od dvanajstih prebivalcev mesta, skoraj 700 ljudi, Judov. Med njimi je bil opazen Berend Lehmann (1661–1730). Primer Lehmannovega dela je bila impresivna baročna sinagoga, ki jo je financiral, in je bila dokončana leta 1712. Novembra 1938 so po napadih v Kristalni noči nacistični organi prisilili judovsko skupnost, da je porušila stavbo, saj naj bi bila ogrožena njena stabilnost.
Lehmann je imel v bližini sinagoge tudi hišo, zgrajeno za študente judovstva, z zbirko teoloških spisov. V tej stavbi, znani kot "Klaus" so se učili številni pomembni učenci iz Talmuda in rabini. "Klaus" je Halberstadtu dal ugled kot pomembno središče za preučevanje Tore. Danes tam stoji Akademija Mosesa Mendelssohna; organizira razstave, kongrese in predstavitve ter ponuja široko paleto informacij o judovski kulturi in načinu življenja.

### Najpočasnejši in najdaljši koncert na svetu
Predstava Johna Caga, orgelskega dela As Slow As Possible se je začela v Burchardikirche v Halberstadtu septembra 2001; predstava naj bi trajala 639 let. Koncert se je začel 5. septembra 2001 s počitkom, ki je trajal 17 mesecev. Na datume zvočnih sprememb je cerkev navadno dobro obiskana.

## Mednarodne povezave
Halberstadt je pobraten z:
- Banská Bystrica, Slovaška
- Wolfsburg, Nemčija
- Náchod, Češka
- Villars, Loire, Francija